# Лінгвоконфліктологія
Лі́нгвоконфліктоло́гія — галузь прикладної лінгвістики, яка досліджує основи виникнення, розвитку й завершення конфлікту за допомогою  вживання мовних засобів, що зумовлено мовленнєвою інтеракцією та інтенцією комунікантів; міждисциплінарна наук, яка досліджує закономірності виникнення, розвитку і завершення конфліктів різного рівня, а також принципи, способи та прийоми їхньої профілактики і завершення Вона набирає обертів з кінця 90-х років ХХ ст., коли в суспільстві гостро постала проблема образи честі та гідності особистості через прийоми сугестивного впливу та маніпулювання свідомістю реципієнтів семантико-стилістичними особливостями мовлення.
Основою лінгвоконфліктології є поведінка мовців, їхня діяльність, негативне ставлення одне до одного, підвищена емоційність, агресивність, стрес, суб'єктивність, соціальний стан, характерні особливості мовців, спричинені вербальними та невербальними засобами спілкування.

## Методологічна основа
Методологічною основою лінгвоконфліктології як теоретико-прикладної дисципліни є комплекс філософських, психологічних та соціально-психологічних, соціологічних та політологічних, а також власне лінгвістичних ідей, що акумульовані у загальній теорії конфлікту протягом тисячоріч.

## Об'єкт та предмет
Об'єкт лінгвістичної конфліктології формують комунікативні конфлікти, що мають усі характеристики, які виявлені стосовно діяльнісних: такою ж причиновістю, мотивацією та суб'єктною структурою, такими ж сюжетними поворотами та можливостями вирішення.
Предметом лінгвоконфліктології є мовноповедінкові та текстові показники різної знакової природи (словесні, візуальні).